# Cymopterus ripleyi
Cymopterus ripleyi är en flockblommig växtart som beskrevs av Rupert Charles Barneby. Cymopterus ripleyi ingår i släktet Cymopterus och familjen flockblommiga växter. Inga underarter finns listade i Catalogue of Life.